# Coffea tetragona
Coffea tetragona är en måreväxtart som beskrevs av Henri Lucien Jumelle och Joseph Marie Henry Alfred Perrier de la Bâthie. Coffea tetragona ingår i släktet Coffea och familjen måreväxter. Inga underarter finns listade i Catalogue of Life.